# سجن الشباب في الولايات المتحدة

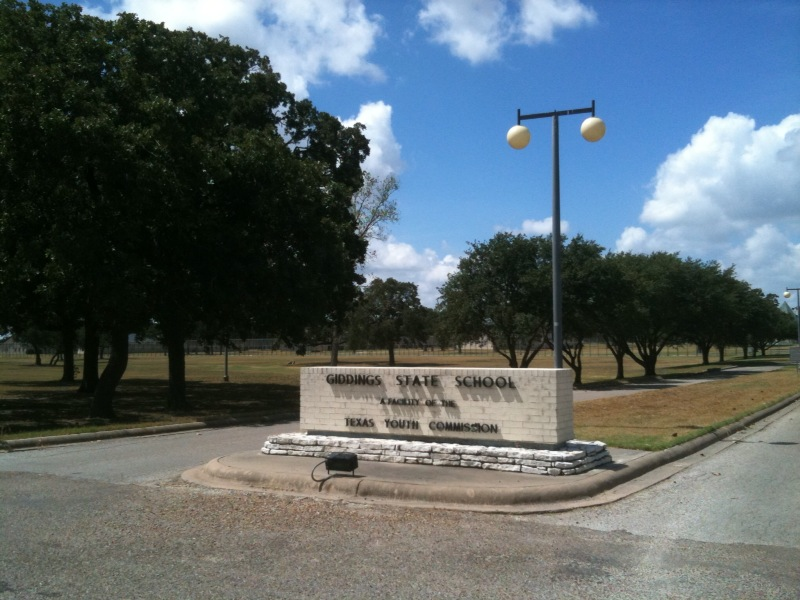

تحتجز الولايات المتحدة من شبانها أكثر من أي بلد آخر في العالم بواسطة محاكم الأحداث ونظام العدالة الجنائية للكبار، ما يعكس الاتجاهات الكبرى في ممارسات الاحتجاز في الولايات المتحدة. سنة 2010، احتُجز نحو 800 70 قاصر في مرافق احتجاز الشباب وحدها. يُساق نحو 000 500 شاب إلى مراكز الاحتجاز في سنة واحدة. ولا تعكس هذه البيانات الأحداث الذين حوكموا بوصفهم بالغين. ونحو 40% محبوسون في مرافق مخصصة تستهدف الربح.

## قانون قضاء الأحداث ومنع جنوحهم
لقد أنشئ النظام المعمول به حاليًا في الولايات المتحدة بموجب قانون عام 1974 المتعلق بقضاء الأحداث ومنع جنوحهم.
دعا قانون قضاء الأحداث ومنع جنوحهم إلى «إنهاء إيداع الأحداث الجانحين في المؤسسات». ويقضي هذا القانون بأن تقوم الولايات التي تحتجز الشباب في سجون البالغين بسبب مخالفات تتعلق بوضعهم، بإخراجهم في غضون سنتين، عُدل هذا الإطار الزمني فيما بعد. ويقدم القانون أيضا منحًا برامجية إلى الدول، استنادًا إلى سكانها من الشباب، وينشئ مكتب قضاء الأحداث ومنع جنوحهم.
بواسطة تعديلات إعادة الترخيص، أضيفت برامج إضافية إلى القانون الأصلي لقضاء الأحداث ومنع جنوحهم. وتبرز القائمة التالية بعضًا من هذه الإضافات:
1975 - وُضعت برامج لمساعدة الأطفال الذين يعانون صعوبات في التعلم، الذين دخلوا نظام قضاء الأحداث.
1984 - أضيف برنامج جديد للأطفال المفقودين والمستغلين.
1984 - قُدم دعم قوي للبرامج التي تعزز الأسر.
1988 - دراسات عن أوضاع السجون في نظام العدالة الهندي.
1990 - بدأ مكتب قضاء الأحداث ومنع جنوحهم بتمويل برامج تدريبية بشأن الاعتداء على الأطفال لتدريب الموظفين القضائيين والمدعين العامين.
1983 - وُضع برنامج معسكر تدريب الأحداث لتعريف الشبان الجانحين بأسلوب حياة يقوم على التنظيم والانضباط.
1992- برنامج مِنح لمنع الجريمة في المجتمعات المحلية موّل المجتمعات المحلية لبدء العمل لوضع خطط محلية لمنع جرائم الأحداث.

## أنواع الحبس
بعض سجناء نظام الأحداث هم أو كانوا «مخالفين للقانون»، وهم أطفال ارتكبوا أفعالًا لا تعد جرائم للبالغين، لكن يمكن أن توقعهم في مشكلات مع القانون. وتشمل حالات جرائم الأفعال الجنسية بالتراضي، والتغيب عن المدرسة، وتدخين السجائر، وانتهاك حظر التجول، وشرب الكحول، والهروب من محل الإقامة، والعصيان المزمن للآباء والأوصياء أو غيرهم من المسؤولين، والعصيان، والعجز عن الحكم.

## الاتجاهات السائدة حتى عام 2000
وقد سهلت 47 ولاية حديثًا محاكمة الأحداث بوصفهم بالغين، مستدعية الانتباه إلى الاتجاه المتزايد نحو الابتعاد عن النموذج الأصلي لمعاملة الأحداث بوصفهم بالغين في نظام العدالة. وخلصت دراسة حديثة لخدمات ما قبل المحاكمة للشباب الذين يحاكمون بوصفهم بالغين في 18 ولاية قضائية، إلى أن قرار محاكمة المجرمين الشباب بوصفهم بالغين يتخذه المشرعون والمدعون العامون -بنسبة 85%- أكثر مما يتخذه القضاة، وهم الأشخاص الذين تولوا في الأصل مسؤولية هذه السلطة التقديرية.
أدى التناقص في التمييز بين الطريقة التي يحاكم بها الشبان والبالغون في نظام العدالة الجنائية إلى أن ينتقد الكثيرون داخل النظام القانوني، وكذلك غيرهم من النشطاء والمنظمين، نظام قضاء الأحداث.
وتعكس مواقف «الصرامة إزاء الجريمة» التي تتخذها هذه الأحداث التشريعية الأخيرة شعبية هذا المشكلة في الرأي العام. ويصدق هذا على أغلب سياسات إصلاح العدالة الجنائية في العقدين الماضيين، متضمنةً قانون الإضرابات الثلاث المشين في كاليفورنيا.
وكثيرًا ما تُجرى تعديلات على إصلاحات العدالة الجنائية، خاصةً قضاء الأحداث، في محكمة الرأي العام. وتؤدي وسائل الإعلام الإخبارية الشعبية دورًا حاسمًا في الترويج لأسطورة الجيل الجديد من الشباب «الخارقين المفترسين» الذين يهددون عامة الناس. ورغم الانخفاض الموثق في جرائم الشباب، لا سيما جرائم العنف التي تشير إلى انخفاض بنسبة 68% في جرائم قتل الشباب في التسعينات، فإن التغطية الإعلامية الشاملة لجرائم الشباب آخذة في التزايد. ورغم الأدلة التي تشير إلى خلاف ذلك، فإن 62% من المجيبين في دراسة استقصائية عن جنوح الشباب لعام 1999 اعتقدوا أن جرائم الشباب تتزايد. ويركز المدافعون عن إصلاح قضاء الأحداث اهتمامًا كبيرًا على تعديل الرأي العام وتضييق الفجوة بين التهديدات التي يتصورها الناس وواقع جرائم الأحداث.

## لمحة عن الشباب المحتجزين
استخدم تقرير للمكتب الاتحادي لقضاء الأحداث ومنع جنوح الأحداث ووزارة العدل بالولايات المتحدة بعنوان «استقصاء الشباب في أماكن الإيواء: احتياجات الشباب وخدماته» بيانات من أكثر من 000 7 شاب رهن الاحتجاز جُمعت خلال المقابلات. وتشمل النتائج التي توصل إليها التقرير ما يلي: أفاد 70% من الشباب المحتجزين بأنهم «أصابهم مكروه شديد أو مرعب» في حياتهم. ذكر 67% منهم أنهم شاهدوا شخصًا مصابًا بجروح خطيرة أو مقتولًا. وقال 26% ممن شملهم الاستقصاء إنهم شعروا بأن «الحياة لا تستحق العيش»، وأفاد 22% بأنهم حاولوا الانتحار في مرحلة ما من حياتهم. 84% من الشباب الذين شملهم الاستقصاء قالوا إنهم تعاطوا الماريوانا، مقارنة بمعدل 30% بين أقرانهم من عامة السكان. وصرح 30% منهم بأنهم تعاطوا الكراك أو الكوكايين، مقارنةً بنسبة 6% فقط في عموم السكان. وأشار التقرير إلى وجود فجوة كبيرة بين الصور النمطية للفتيان والفتيات، مع إبلاغ الفتيات في كثير من الأحيان عن وجود صعوبات أوضح: فقد أفادت 63% من الفتيات بأنهن يعانين مشكلات مع الغضب، في حين قال 47% من الفتيان بأنهم يعانون هذه المشكلات. 49% من الفتيات ذكرن أنهن عانين تجارب الهلوسة، مقابل 16% من الفتيان. فقد أبلغ 37% من الفتيات عن تعرضهن لأفكار ومشاعر انتحارية، في حين أبلغ 18% فقط من الفتيان عن ذلك. وتبين أن المرافق التي تعالج الشبان غير كافية أيضًا في بعض المجالات الأساسية، وفقا لوزارة العدل. ومن بين الشبان الذين أبلغوا عن 4 مشكلات تتصل بالمواد المخدرة أو أكثر، قال نحو 60% فقط إنهم تلقوا المشورة بشأن إساءة استعمال المواد المخدرة في مرفقهم الحالي. وصرح العديد من الشبان المحتجزين بأنهم يواجهون مشكلات في الانتباه وصعوبات في المدرسة. وعند الاحتجاز، أفاد 45% فقط بأنهم يقضون 6 ساعات في اليوم أو أكثر في المدرسة، ما يعني أن وقت تعلمهم أقل من وقت التعلم لدى عامة السكان.

## الانتقاد الموجه إلى قضاء الأحداث
يحدد منتقدو نظام قضاء الأحداث، على غرار المنتقدين في حركة إلغاء السجون الأوسع نطاقًا، ثلاثة معالم رئيسية لنظام النقد والإصلاح. وهي ترى أن نظام قضاء الأحداث ظالم وغير فعال ويؤدي إلى نتائج عكسية فيما يتعلق بهدف نظام السجون، أي حماية الجمهور من المجرمين العنيفين.

### انتقادات العنصرية
يعتقد منتقدو نظام قضاء الأحداث أن النظام مكرّس ظلمًا ضد شباب الأقليات. يمثل شباب الأقليات تمثيلًا غير متناسب في أوساط السكان المسجونين مقارنة بتمثيلهم في أوساط السكان عمومًا. وقد وجد تقرير صدر حديثًا عن المجلس الوطني للجريمة والجنوح أن شبان الأقليات يعامَلون بقسوة أكبر من الشباب البيض في كل نقطة من نقاط الاحتكاك بالنظام من الاعتقال إلى الاحتجاز إلى المقاضاة إلى السجن حتى عندما يُتهمون بارتكاب الجريمة نفسها. فسنة 1995، كان الشباب الأمريكي من أصل أفريقي يشكلون 12% من السكان، لكنهم اعتقلوا بمعدلات أضعاف مثيلاتها لدى الشبان البيض. وكان للاتجاه نحو محاكمة الكبار آثار في التكوين العرقي لنزلاء سجون الأحداث أيضًا. ومن المرجح أن يحكم على شباب الأقليات الذين يحاكمون في محاكم الكبار بالسجن مدة تزيد كثيرًا على الأحكام التي تصدر على المجرمين من الشبان البيض الموقوفين لارتكابهم جرائم مماثلة.

## حركة إنهاء حبس الشباب
تمثل الحركة الرامية إلى الحد من سجن الشباب ووضع حد له مجموعة واسعة النطاق من آلاف النشطاء والمحامين ومنظمي المجتمعات المحلية والمربين والفنانين والشباب الذين يعملون على وضع مبادرات تشريعية محددة.
تشمل أهداف الحركة إغلاق السجون ومراكز الاحتجاز السيئة خصوصًا، والمطالبة بمعاملة أفضل للشبان في النظام، وتوفير تمثيل أفضل للشبان والمطالبة به في المحاكم، والتأثير في التشريعات الرامية إلى الحد من احتجاز الشباب، والعمل على إلغاء أوامر القبض على الشبان، وتعزيز بدائل السجن.
توجد منظمات وطنية ومنظمات محلية، ومعارضة من داخل نظام العدالة الجنائية وخارجه. والحركة متنوعة من نواح عديدة، ويصعب إدراجها في مدخل واحد. نورد تاليًا بعض الأمثلة على النضال في مجال الحركة:

### تعزيز البدائل: مبادرة بدائل احتجاز الأحداث
يعتقد معظم الناشطين في حركة إنهاء سجن الشباب أن أفضل طريقة لتخفيف أثر الاحتجاز والسجن في الشبان هي خفض عدد الشبان الذين يخرقون النظام. بتوفير بدائل ذات مصداقية للسجن، يوفر هذا الجزء من الحركة فرصًا للمجتمعات المحلية لكي تعامل الشباب بدلًا من أن تعاقبهم وعلى هذا أُنشئ نظام قضاء الأحداث. ومبادرة بدائل احتجاز الأحداث شراكة بين القطاعين الخاص والعام يجري تنفيذها على الصعيد الوطني، مع برامج تجريبية في كاليفورنيا وأوريغون ونيومكسيكو وإيلينوي. وهدفهم التحقق من عدم اللجوء إلى الاحتجاز المغلق إلا في حالات الضرورة القصوى. لقد حققت مبادرة بدائل احتجاز الأحداث بعض النتائج الواعدة من برامجها وانخفض عدد سجناء مراكز الاحتجاز بنسبة تتراوح بين 14% و88% في المقاطعات التي تطبق المبادرة على مدى سبع سنوات (1996-2003). وشهدت هذه المقاطعات نفسها انخفاضًا في حالات اعتقال الأحداث -وهو مؤشر لمعدلات جرائم الأحداث الإجمالية- خلال الفترة نفسها، تراوحت بين 37 و54%.
تتطلب البدائل الخاصة بمراكز احتجاز الأحداث لإعادة تأهيل الأشخاص الذين سبق سجنهم وعودتهم إلى السجن العمل الذي يقوم به مستشارون يفهمون نفسية هؤلاء الأفراد من هيئات إنفاذ القانون لتطوير برامج إصلاح فعالة كونها أفضل إستراتيجية لضمان بقاء الأطفال والشبان بعيدًا عن مراكز الاحتجاز. وقد تشمل برامج الإصلاح كل شيء من تقديم المشورة إلى تقديم التوجيه من الأقران لتحسين العلاقة في المجتمع وإزالة وصمة العار التي تلحق بالشبان المجرمين. وقد أثبتت الحلول فعاليتها للمجتمعات المحلية التي تفرضها. مثلًا، تُعَد مراكز التدخل حلًا متدرجًا حيث يحصل الأطفال الذين يواجهون المتاعب على فرصة التقويم لتصحيح سلوكهم، لكن العملية تشمل مشاركة الأسرة، وأنشطة الخدمة المجتمعية، والعلاج الفردي. وتعمل التشريعات، مثل العمل المتعلق بقانون الانضباط المدرسي الذكي في ولاية كولورادو، على تنفيذ استراتيجيات الوقاية في مرحلة مبكرة تبدأ في المدرسة، وتنقيح ضباط الشرطة وتوفير التدريب المناسب لهم لإيجاد ممارسة تأديبية مناسبة عند التعامل مع الطلاب الذين يواجهون مشكلات. وتشكل المبادرة الآن جزءًا من شبكة أكبر ستنفذ على الصعيد الوطني.